# 盧德維卡
盧德維卡（Ludvika）是瑞典的一座城市。2024年，有人口26,402人。